# 上行戰場
《上行戰場》是由瑞典独立游戏工作室Neon Giant开发、Curve Digital于2021年7月29日在Microsoft Windows、Xbox Series X/S和Xbox One上发行的赛博朋克動作角色扮演遊戲。它是由一个12人的团队使用虚幻引擎4开发的遊戲，也是Neon Giant發佈的首款遊戲。